# Pianeta plicata
La pianeta plicata era una veste liturgica indossata, prima della riforma liturgica di Giovanni XXIII, da diacono e suddiacono, tranne che nelle piccole chiese, durante l'Avvento e la Quaresima (con eccezione delle domeniche Gaudete e Laetare) e in certi altri giorni penitenziali, in cui era vietato per loro fare le funzioni con la dalmatica e la tunicella.
Il suddiacono la indossava per tutto il tempo della messa, tranne che per il canto dell'epistola, in cui veniva deposta; il diacono la deponeva per il canto del Vangelo, e indossava al suo posto lo stolone fino alla Comunione.
La pianeta plicata è stata abolita nel 1960 dal Codice di Rubriche, n. 137.